# 장혜국제대교

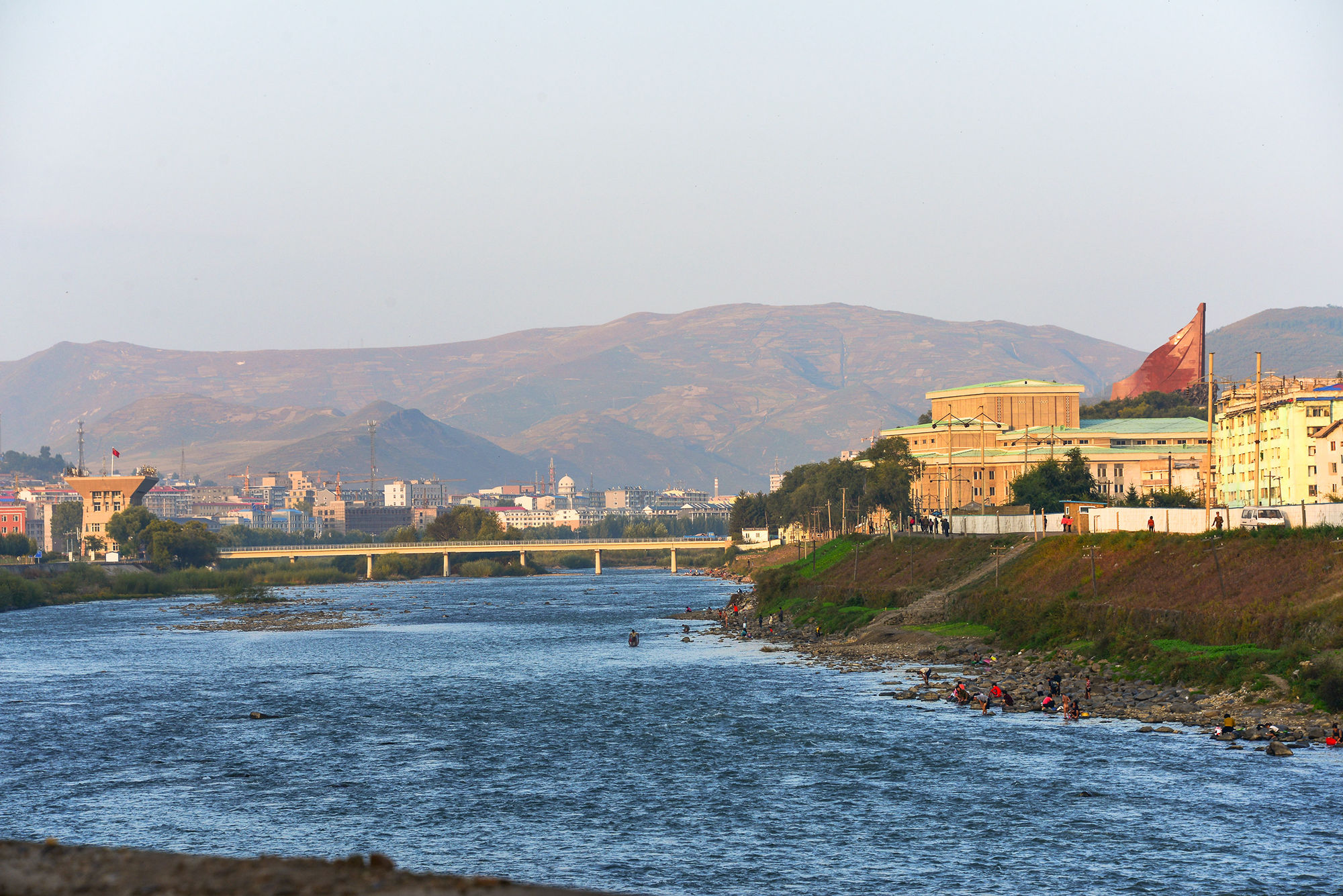

장혜국제대교(중국어: 长惠国际大桥) 또는 혜장교(惠長橋)는 조선민주주의인민공화국 량강도 혜산시와 중화인민공화국 지린성 창바이 조선족 자치현을 잇는 압록강 위의 다리이다. 다리의 이름은 혜산시와 장백 조선족 자치현의 앞글자를 따왔다.
만주국 건국 이후인 1936년 일본인들에 의하여 목조(木造)로 가설되었는데 가설 당시에는 "규모는 작지만 서울의 한강대교와 비슷했다."고 전해진다. 여러 차례의 파손과 보수를 거쳐 1985년의 현재의 다리가 되었다. 길이 148미터, 폭은 9미터이다. 1992년 이후 양측간에 당일, 5일, 10일간의 여행이 이루어지고 있다고 한다.

## 같이 보기
- 도문국경대교
- 두만강대교